# Сандбий
| Период  | Серия          | Етаж       | млн. год.   |
| ------- | -------------- | ---------- | ----------- |
| Силур   | Ландъврий      | Руданий    | младши      |
| Ордовик | Горен ордовик  | Хирнантий  | 445,2–443,4 |
| Ордовик | Горен ордовик  | Катий      | 453–445,2   |
| Ордовик | Горен ордовик  | Сандбий    | 458,4–453   |
| Ордовик | Среден ордовик | Дариуилий  | 467,3–458,4 |
| Ордовик | Среден ордовик | Дапингий   | 470–467,3   |
| Ордовик | Долен ордовик  | Флоий      | 477,7–470   |
| Ордовик | Долен ордовик  | Тремадокий | 485,4–477,7 |
| Камбрий | Фуронгий       | Пейбий     | старши      |

Сандбий е първият етаж на горен ордовик. Следва дариуилий и е последван от катий. Долната граница е определена като първата единица на граптолита Nemagraptus gracilis преди около 458,4 ± 0,9 милиона години. Сандбий продължава около 5,4 милиона години до началото на катий преди около 453 ± 0.7 милиона години.
Името Сандбий е получено от селото Зьодра Сандби (Лунд, лен Сконе, Швеция). Името е предложено през 2006 г.
GSSP на Сандбий е разчленението Fågelsång (55.7137 ° N 13.3255 ° E). Оголването на шистови скали и аргилит. Долната граница на сандбий се определя като първата появата на граптолита Nemagraptus gracilis в този раздел.